# بطولة ويمبلدون 1920
قائمة ببطولات ويمبلدون لسنة 1920:

## فردي رجال
بيل تيلدن هزم  جيرالد باترسن . النتيجة: 2-6 6-2 6-3 6-4

## فردي سيدات
سوزان لنغلن هزمت  دوروثيا لامبيرت تشامبيرس. النتيجة: 6-3, 6-0